# La Trinitat de la Tor
La Trinitat de la Tor és una església de Santa Maria de Merlès (Berguedà) inclosa a l'Inventari del Patrimoni Arquitectònic de Catalunya.

## Descripció
Església d'una sola nau, rematada a llevant amb un absis semicircular i de petites proporcions, cobert amb quart d'esfera. L'edifici és molt senzill i auster, només la part del mur exterior de l'absis està ornamentat amb una simple motllura. A l'interior de l'absis, una cornisa marca l'arrencada de la volta de quart d'esfera. Antigament la nau estava coberta per volta de canó de pedra. La porta és al mur de ponent, coberta amb arc de mig punt adovellat. Hi ha dues finestres, una situada al centre de l'absis i l'altre al mur de migdia i totes dues són de doble esqueixada.

## Història
L'església de la Trinitat de la Tor és propera a la casa abandonada de la Tor de Merlès, un casal del qual procedia una important família de la baixa edat mitjana. Al segle xiv estan documentats els senyors del casal de la Tor de Merlès, dins el terme del castell de Pinós, els quals fins i tot s'enfrontaren amb els senyors del castell de Pinós. De l'església no hi ha cap notícia documental però des d'un primer moment devia ser una església sufragània o petita capella vinculada a Santa Maria de Merlès.